# ورزشگاه فوتبال تدا
ورزشگاه فوتبال تدا (به چینی: 泰达足球场) یک ورزشگاه حرفه‌ای فوتبال در شهر تیانجین, چین است. بازی های خانگی باشگاه فوتبال تیانجین تدا. گنجایش ورزشگاه ۳۷٬۴۵۰ هزار نفر است. 

## تصاویر

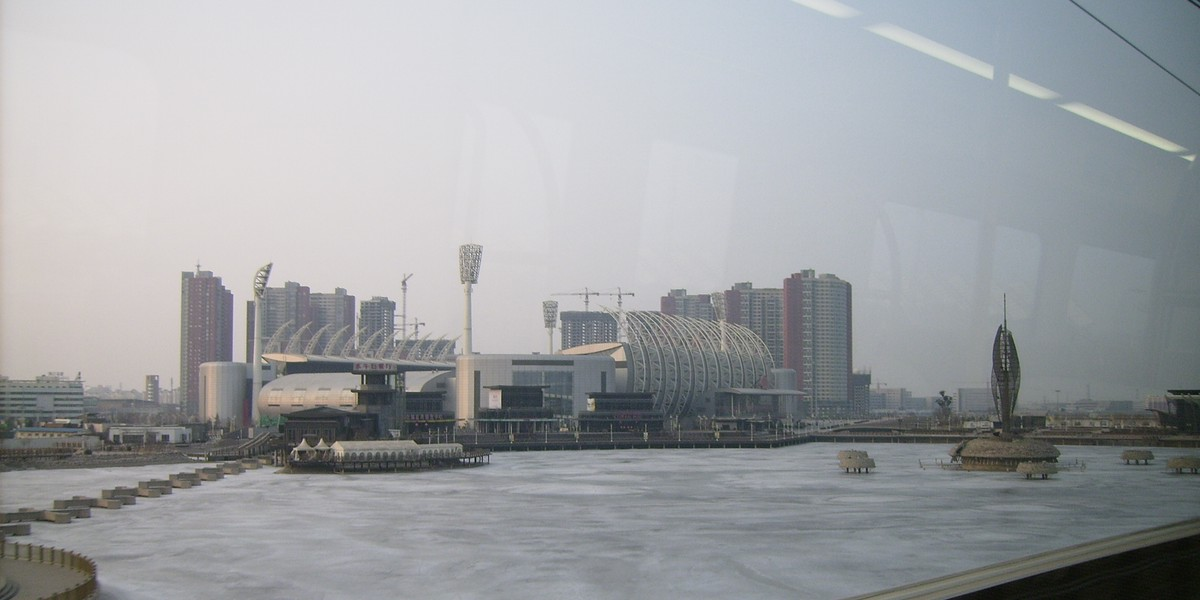
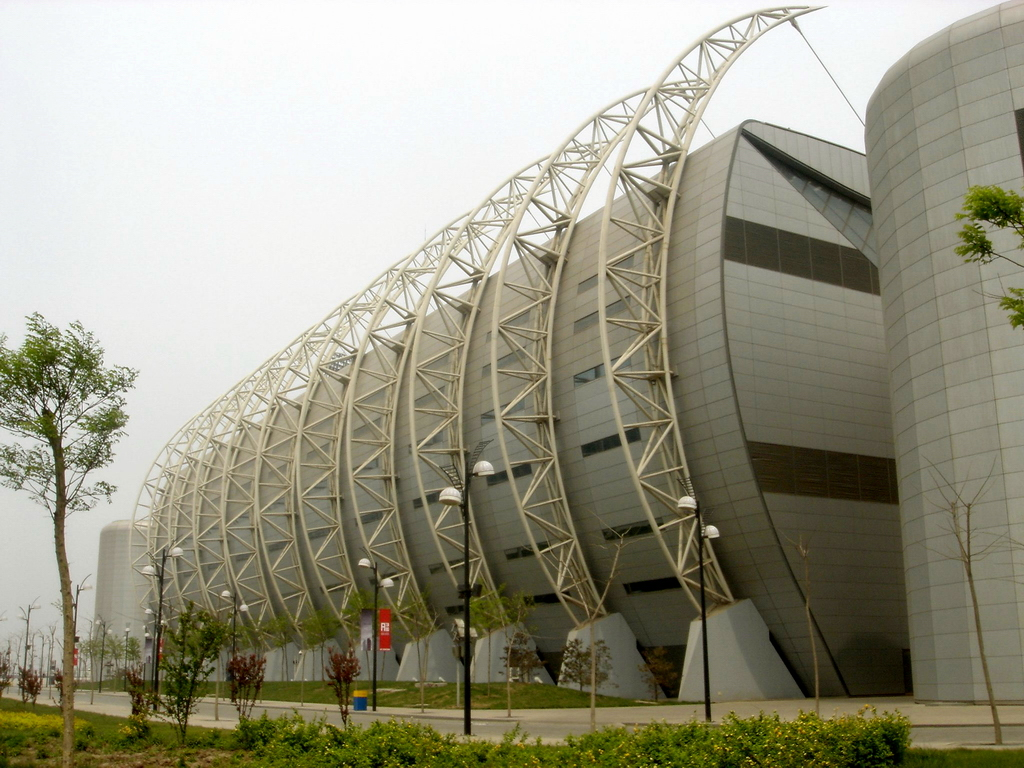
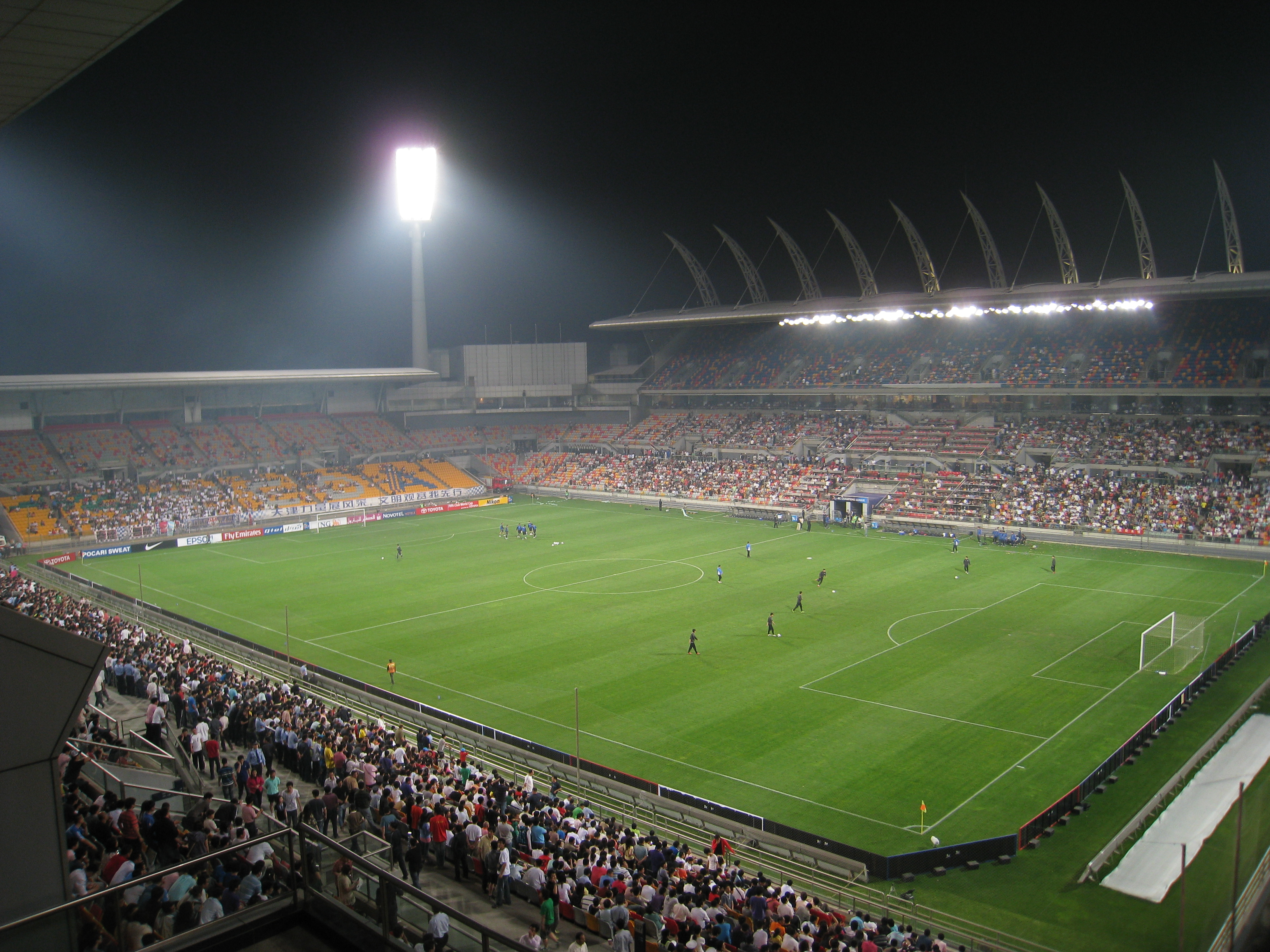
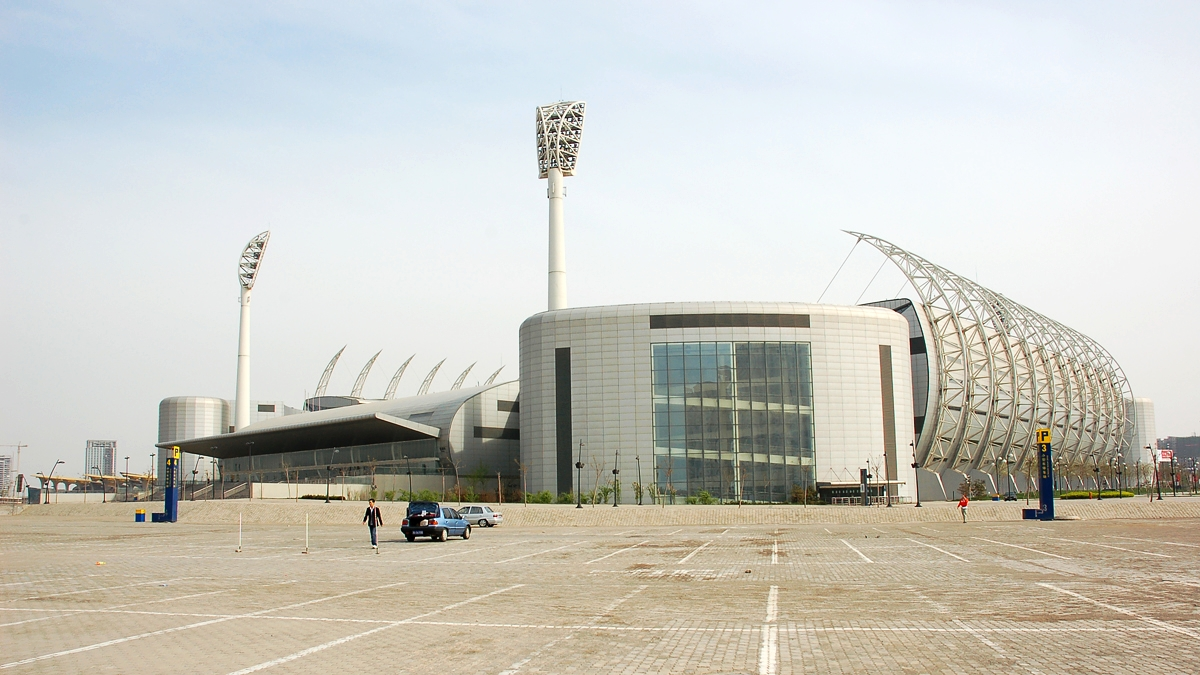